# Гоупвелл (Нью-Йорк)
Гоупвелл (англ. Hopewell) — місто (англ. town) в США, в окрузі Онтаріо штату Нью-Йорк. Населення — 3931 особа (2020).

### Клімат
| Клімат : Гоупвелл       | Клімат : Гоупвелл | Клімат : Гоупвелл | Клімат : Гоупвелл | Клімат : Гоупвелл | Клімат : Гоупвелл | Клімат : Гоупвелл | Клімат : Гоупвелл | Клімат : Гоупвелл | Клімат : Гоупвелл | Клімат : Гоупвелл | Клімат : Гоупвелл | Клімат : Гоупвелл | Клімат : Гоупвелл |
| Показник                | Січ.              | Лют.              | Бер.              | Квіт.             | Трав.             | Черв.             | Лип.              | Серп.             | Вер.              | Жовт.             | Лист.             | Груд.             | Рік               |
| Середній максимум, °C   | 1                 | 2                 | 6                 | 13                | 20                | 25                | 27                | 26                | 22                | 16                | 9                 | 3                 | 14,2              |
| Середня температура, °C | −3                | −3                | 2                 | 8                 | 14                | 19                | 22                | 21                | 17                | 11                | 6                 | −1                | 9,5               |
| Середній мінімум, °C    | −8                | −7                | −3                | 2                 | 8                 | 14                | 17                | 16                | 12                | 6                 | 1                 | −4                | 4,6               |
| Норма опадів, мм        | 46.0              | 41.9              | 64.0              | 79.2              | 75.2              | 88.9              | 96.5              | 81.8              | 85.3              | 75.9              | 71.6              | 56.4              | 862.7             |
| ----------------------- | ----------------- | ----------------- | ----------------- | ----------------- | ----------------- | ----------------- | ----------------- | ----------------- | ----------------- | ----------------- | ----------------- | ----------------- | ----------------- |
| Джерело:                |                   |                   |                   |                   |                   |                   |                   |                   |                   |                   |                   |                   |                   |

## Демографія
Згідно з переписом 2010 року, у місті мешкало 3747 осіб у 1392 домогосподарствах у складі 890 родин. Було 1457 помешкань
Расовий склад населення:
| - 95,4 % — білих - 2,7 % — чорних або афроамериканців - 0,2 % — корінних американців - 0,2 % — азіатів |

До двох чи більше рас належало 1,0 %. Частка іспаномовних становила 2,4 % від усіх жителів.
За віковим діапазоном населення розподілялося таким чином: 19,3 % — особи молодші 18 років, 65,8 % — особи у віці 18—64 років, 14,9 % — особи у віці 65 років та старші. Медіана віку мешканця становила 41,9 року. На 100 осіб жіночої статі у місті припадало 112,8 чоловіків;  на 100 жінок у віці від 18 років та старших — 112,1 чоловіків також старших 18 років.
Середній дохід на одне домашнє господарство  становив 69 175 доларів США (медіана — 64 808), а середній дохід на одну сім'ю — 75 967 доларів (медіана — 72 396). Медіана доходів становила 47 000 доларів для чоловіків та 41 434 долари для жінок. За межею бідності перебувало 11,8 % осіб, у тому числі 18,5 % дітей у віці до 18 років та 5,4 % осіб у віці 65 років та старших.
Цивільне працевлаштоване населення становило 1693 особи. Основні галузі зайнятості: освіта, охорона здоров'я та соціальна допомога — 27,9 %, роздрібна торгівля — 13,8 %, виробництво — 12,6 %.